# Aplochlora invisibilis
Aplochlora invisibilis là một loài bướm đêm trong họ Geometridae.